# Friedrich Polte
Friedrich Polte (auch: Fritz Polte) (* 20. Januar 1911 in Wolfenbüttel; † 24. Januar 1947 in Belgrad) war im NS-Staat ein SS-Obersturmbannführer, SD-Führer in Wien, Berlin und Belgrad. Er wurde wegen seiner Verbrechen in Jugoslawien zum Tode verurteilt und hingerichtet.

## Leben
Polte studierte Geschichte, Erdkunde, Rassenkunde, jedoch ohne das Studium abzuschließen. Zum 1. Februar 1932 trat er der NSDAP (Mitgliedsnummer 946.219) und im selben Jahr der SA bei. Im Frühjahr 1933 erfolgte sein Eintritt in die SS (SS-Nummer 97.761). 1934 wurde Polte zuerst ehrenamtlicher Mitarbeiter des SD und ab 1935 hauptamtlicher Mitarbeiter.
1938 war er Teil des Einsatzkommando Österreich zum „Anschluss“ Österreichs an das Deutsche Reich. Als Chef des SD in Wien unterzeichnete er den SD-Bericht an die Reichsführung über die Reichskristallnacht in Wien. Mit Kriegsbeginn 1939 wurde Polte zum Führer des SD-Leitabschnitts Wien ernannt. Seine Aufgabe war die gezielte Bekämpfung und Vernichtung politischer Gegner sowie die Einschüchterung der Bevölkerung.
Im Jahr 1941 kam es zu Streitigkeiten zwischen Polte als Wiener SS-Geheimdienstchef und Baldur von Schirach, dem Gauleiter von Wien. Da er Schirach misstraute, versuchte Polte diesen auszuspionieren und an seine persönliche Korrespondenz zu gelangen, worauf Schirach reagierte und Polte einen Gauverweis erteilte. Polte musste Wien verlassen und wurde mit Beginn des Balkanfeldzugs nach Belgrad abkommandiert, wo er für einige Monate Vizechef der Einsatzgruppe Serbien und damit eine Art Gestapo-Vizechef war. Später wurde Polte vor dem Militärgericht Belgrad wegen Folterungen, standrechtlichen Erschießungen von Kommunisten und Juden, Hinrichtungen durch Erhängen auf einem Platz in Belgrad und Transport jüdischer Emigranten in das KZ Šabac angeklagt.
Im Sommer 1941 wechselte Polte von Belgrad nach Berlin, wo er zum Chef des SS-Geheimdiensts Sicherheitsdienst des Reichsführers SS (SD) für den Leitabschnitt Berlin ernannt wurde.
Nach Kriegsende tauchte Polte in Niedersachsen unter und arbeitete unerkannt auf einem Bauernhof in Adenstedt. Bei einer Reise nach Hamburg, wo er eine Bekannte aus Berlin treffen wollte, wurde er verhaftet und in ein britisches Internierungslager in Deutschland überstellt. Im März 1946 beantragte eine jugoslawische Kommission die Auslieferung Poltes nach Jugoslawien. Im August 1946 lieferte ihn Großbritannien an Jugoslawien aus.
Im „Einsatzgruppenprozess“ am jugoslawischen Militärgerichtshof in Belgrad wurde  ein Verfahren gegen Polte als Drittangeklagter und 20 weitere Angeklagte wegen Kriegsverbrechen eröffnet. Polte wurde mit Entscheidung des Gerichts vom 22. Dezember 1946 als nationalsozialistischer Kriegsverbrecher und Mitorganisator des Terrorapparats der deutschen Polizei mit dem Ziel, Juden auszurotten und die slawischen Völker zu versklaven, zum Tod durch Erhängen verurteilt. Das genaue Datum der Urteilsvollstreckung ist nicht bekannt.
Belegt ist jedoch, dass der ebenfalls mitangeklagte und am gleichen Tag wie Polte verurteilte Kriegsverbrecher Ludwig Teichmann am 24. Januar 1947 in Belgrad gehängt wurde.
1940 hatte Friedrich Polte seine Arbeitskollegin Traudl geheiratet; er wurde Vater von vier Kindern. Der österreichische Ö1-Journalist Bernt Koschuh ist sein Enkel. Im Rahmen der Aufarbeitung der Familiengeschichte recherchierte er über seinen Großvater.